# Süperstar ’83
Süperstar ’83 (также известен как Süperstar III или Süperstar 3) — девятый студийный альбом турецкой певицы Ажды Пеккан. Он был выпущен 19 марта 1983 года компанией Balet Plak.
С выпуском альбомов Süperstar (1977) и Süperstar 2 (1979) в позапрошлом десятилетии Пеккан удалось получить коммерческий успех и признание критиков, однако после неудачного выступления на конкурсе песни «Евровидение-1980» она некоторое время оставалась в стороне от музыкального рынка. Тем временем она выпустила две пластинки под лейблом Yaşar Kekeva Plak, но столкнулась с различными проблемами с компанией. В августе 1982 года она присоединилась к актёрскому составу мюзикла «Большое кабаре» с Метином Акпинаром и Зеки Аласья. Некоторые песни из этого шоу, написанные Фикрет Шенеш, появились в третьей части серии альбомов Süperstar.
Запись сочетает в себе джаз, диско и традиционные восточные мотивы. Süperstar ’83 почти полностью состоит из кавер-версий, в альбом попали каверы на песни таких американских певиц как Эми Стюарт и Донны Саммер, а также итальянских певиц Мии Мартини и Мины. Фикрет Шенеш, написавшая все турецкие тексты самостоятельно, сосредоточилась на теме любви, изображая сильную женскую личность и помещая её в такие обстоятельства как обман, невозможность и высокомерие. Восемь треков были исполнены Пеккан впервые на этом альбоме, в то время как два других были исполнены другими турецкими певцами в разных альбомах в предыдущие годы.
Релиз альбома состоялся не на обычных чёрных грампластинках, а на полупрозрачных, доселе такого в Турции никто не делал. Благодаря этому популярность такого рода релизов увеличилась. Основная часть продвижения альбома проходила через мюзикл Süperstar Ajda ’83. Кроме того, Пеккан активно продвигала песни с альбома, появляясь в различных программах на канале TRT и организуя концерты в разных городах Турции. Помимо популярных песен «Uykusuz Her Gece» и «Bir Günah Gibi» на радио, по телевидению транслировались музыкальные клипы, снятые на песни «Son Yolcu» и «Düşünme Hiç». Эти произведения продолжали пользоваться популярностью на протяжении десятилетий и стали одними из самых известных произведений Пеккан.
Музыкальные критики высоко оценили этот альбом, он был назван одним из лучших среди релизов Пеккан. На церемонии вручения премии «Музыкальный Оскар» 1983 года, организованной журналом Hey, Пеккан была награждена как певица года, а альбом получил премию «Лучший альбом». По итогам года, «Uykusuz Her Gece» и «Bir Günah Gibi» вошли в первую тройку самых популярных песен. В 2017 году газета Hürriyet поместила альбом на 27-е место в своём списке лучших турецких альбомов всех времен.

## Список композиций
| №                   | Название            | Текст песни         | Музыка                                 | Длительность |
| ------------------- | ------------------- | ------------------- | -------------------------------------- | ------------ |
| 1.                  | «Uykusuz Her Gece»  | Фикрет Шенеш        | Марио и Джози Капуано, Саймон Босуэлл  | 3:14         |
| 2.                  | «Sihirli Aşk»       | Фикрет Шенеш        | Джон Лэнг, Ричард Пейдж, Билл Мейерс   | 2:57         |
| 3.                  | «Düşünme Hiç»       | Фикрет Шенеш        | Ансельмо Дженовезе                     | 4:11         |
| 4.                  | «Güneş Yorgun»      | Фикрет Шенеш        | Ариф Серденгечти                       | 3:34         |
| 5.                  | «Bir Günah Gibi»    | Фикрет Шенеш        | Народная, Роман Аркуза, Хулио Иглесиас | 3:53         |
| 6.                  | «Son Yolcu»         | Фикрет Шенеш        | Ансельмо Дженовезе, Освальдо Миккиче   | 3:43         |
| 7.                  | «Sana Doğru»        | Фикрет Шенеш        | Миа Мартини, Шел Шапиро                | 3:38         |
| 8.                  | «Sen ve Ben»        | Фикрет Шенеш        | Энрико Масиас, Дидье Барбеливьен       | 2:39         |
| 9.                  | «Kader Rüzgârı»     | Фикрет Шенеш        | Клод Кьяри, Карл Шефер                 | 3:52         |
| 10.                 | «Beyaz Ev»          | Фикрет Шенеш        | Леонардо Шульц, Рауль Абрамсон         | 3:26         |
| Общая длительность: | Общая длительность: | Общая длительность: | Общая длительность:                    | 35:07        |

## Чарты

### Еженедельные чарты
| Чарт (1983)  | Высшая позиция |
| ------------ | -------------- |
| Турция (Hey) | 1              |

### Годовые чарты
| Чарт (1983)  | Позиция |
| ------------ | ------- |
| Турция (Hey) | 1       |